# 邵華
邵 華（しょう か、Shào Huà、1938年10月30日 - 2008年6月24日、幼名：陳安雲、別名：張少華）は、毛岸青の妻で、毛沢東の義理の娘に当たる。
中国人民解放軍軍事科学院百科部副部長（正軍職）、少将、第七、八、九、十回中国人民政治協商会議委員で、軍事科学学会副事務長を兼任し、中国作家協会会員で、中国写真家協会主席、中国女流写真家協会主席を歴任した。
毛沢東などを題材にした写真集を多く出版した。

## 家族と家庭
父の陳振亜は湖南省石門県の人で、1927年に湖南省平江県で起きた紅軍に参加した。母の張文秋は湖北省京山県の人である。1938年に邵華が延安で生まれた。同母異父姉の劉思斉は毛岸英の妻である。
1960年、毛沢東の次男の毛岸青と結婚し、一人の息子の毛新宇を儲けた。1966年に北京大学中文系を卒業した。
2008年6月24日18時28分、邵華は病気により北京市で逝去した。享年69。7月2日、八宝山革命公墓で火葬された。

## 参考資料
1. ↑   “邵華主席在京病逝” (中国語).   中国摂影家協会 (2008年6月24日). 2008年6月26日閲覧。
2. ↑  http://www.mpinews.com/htm/INews/20080624/ca22218c.htm